# Redscale

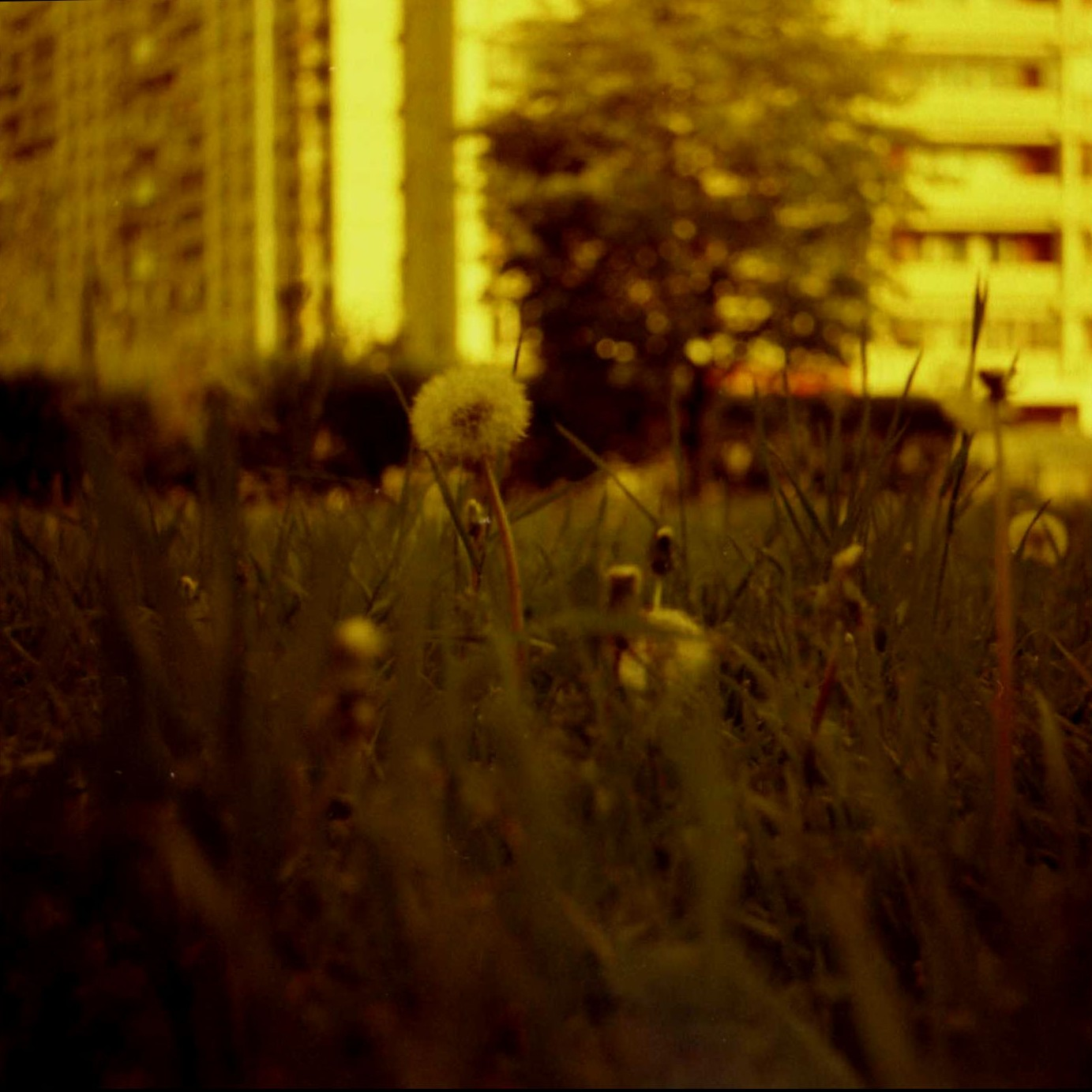
Beispiel für Redscale-Fotografie mit sichtbarem Gelbstich

Redscale [ˈɹɛdskeɪl] ist eine Technik aus der analogen Fotografie, bei der der benutzte Film von der Rückseite belichtet wird. Je nach Belichtungszeit und Film werden die Fotos dadurch wenig gelbstichig bis deutlich rotstichig.
Redscale-Filme können durch Umspulen eigenhändig präpariert werden, aber auch der Kauf von vorgefertigten Redscale-Filmen ist möglich.

## Hintergrund
Farbnegativfilme bestehen aus drei farbsensibilisierten Schichten. Bei normaler Benutzung trifft das einfallende Licht zunächst ungehindert auf die für blau sensibilisierte Schicht, anschließend auf die entsprechend grün- und rot-sensibilisierte Schicht. Trotz Farbsensibilisierung bleibt jedoch bei silberbasierten Filmschichten immer eine Restempfindlichkeit für blaues Licht. Daher wird der Blauanteil des Lichts vor dem Eintreffen auf grün- und rot-sensibilisierte Schicht jeweils mit einem Gelbfilter bzw. Rotfilter herausgefiltert.
Bei umgekehrter Benutzung durchläuft das Licht folglich erst diese beiden Filter, bevor es auf die für blau sensibilisierte Schicht trifft. Diese ist dadurch wiederum nur gering ausgeprägt, während rot und gelb dominieren.
Durch Variation der Belichtungszeit ist eine Steuerung dieses Effekts möglich. Kurze Belichtungszeiten erzeugen üblicherweise stark rot-gelb-stichige Fotos, während lange Belichtungszeiten zu einem geringen Gelbstich führen. Genaue Verhaltensweisen sind jedoch stark vom verwendeten Film abhängig.

## Geschichte
Es ist anzunehmen, dass das Erscheinungsbild des Redscale-Effekts durch versehentliches Falsch-Einlegen des verwendeten Films (bei Planfilm am wahrscheinlichsten) schon längere Zeit bekannt ist. Als bewusstes, künstlerisches Mittel erlangte die Redscale-Fotografie jedoch erst in den letzten Jahrzehnten eine gewisse Popularität, vor allem im Zuge der Lomografie.